# جوناثان إم. وايس
جوناثان إم. وايس (بالإنجليزية: Jonathan M. Weiss)‏ هو كاتب سير وصحفي أمريكي، ولد في 3 مايو 1937 في نيو بريتن في الولايات المتحدة.